# Jean Martinoff
Compléments
Martinoff est le fondateur de la 'Bibliothèque slave'
Jean Martinoff (connu également comme Ivan Martinov), né le 7 octobre 1821 à Kazan (Russie) et décédé le 26 avril 1894 à Cannes (France), était un prêtre jésuite russe. En exil en France après sa conversion au catholicisme, il mit ses grandes connaissances du monde slave au rapprochement entre les Églises russe et catholique.

## Biographie
Martinoff fait des études universitaires à l’université de Saint-Pétersbourg (où il obtient la ‘médaille d’or’). Il entreprend ensuite un voyage à travers toute l’Europe qui le conduit en France où il rencontre entre autres le père Xavier de Ravignan. Ses conversations avec lui le conduisent à se convertir au catholicisme et, suivant son ami Jean Gagarine, à entrer au noviciat de la Compagnie de Jésus (18 septembre 1845).
Le curriculum des études jésuites le porte à Brugelette (Belgique) pour les études de philosophie (1847-1848) et à Laval pour la théologie (1848-1852). Il y est ordonné prêtre le 20 septembre 1851. Sa conversion au catholicisme l’empêche de rentrer dans son pays natal, la Russie. 
Après des études patristiques à Paris (1852-1853) et le Troisième An (1853-1854) il est nommé à l’Œuvre des Saints Cyrille et Méthode, à Paris. Fondée par Jean Gagarine, ce groupe de chercheurs et écrivains se donne pour tâche de faire connaître au monde occidental les peuples slaves et leur histoire religieuse, et œuvrer ainsi au rapprochement entre les Églises catholique et orthodoxe russe. Polyglotte accompli il visite les bibliothèques étrangères à la recherche de textes, qu'il traduit, et publie avec notes et introduction
En résidence parfois à Paris, parfois à Versailles, Martinoff est tout sa vie ‘écrivain’ au service de l’Œuvre des Saints Cyrille et Méthode, particulièrement au développement de sa ‘Bibliothèque slave’ qu’il installe à Versailles en 1866. Elle deviendra une des plus riches d’Europe occidentale. 
Une seule interruption : en 1870, Martinoff est à Rome pour y participer au concile Vatican I. Il s’y trouve comme théologien, nommé par Pie IX. Plus tard, en 1883, il sera nommé par Léon XIII, consultant pour les questions orientales, à la Propaganda Fide.  
Jean Martinoff meurt le 26 avril 1894 à Cannes (France).

## Œuvres
- Les manuscrits slaves de la bibliothèque impériale de Paris, Paris, 1858.
- Annus ecclesiasticus graeco-slavicus, Bruxelles, 1863.
- Cursus vitae et certamen martyriii B. Josaphat Kuncevicii. Paris, 1864.